# Choricotyle aspinachorda
Choricotyle aspinachorda är en plattmaskart. Choricotyle aspinachorda ingår i släktet Choricotyle och familjen Diclidophoridae. Inga underarter finns listade i Catalogue of Life.